# Solo noi
Solo noi es un sencillo del cantautor y rapero italiano Achille Lauro, publicado el 19 de febrero de 2021 como primer sencillo de su sexto álbum de estudio Lauro.
El sencillo ha sido certificado Disco de Oro en Italia

## Posición en las listas
Listas semanal 2020
| Lista (2021)             | Posición |
| ------------------------ | -------- |
| Italia iTunes Pop        | 1        |
| Italia                   | 36       |
| Eslovenia iTunes Pop     | 4        |
| Nueva Zelanda iTunes Pop | 23       |
| Suiza iTunes Pop         | 30       |